# Аппиа, Эдмон
Эдмон Жюль Аппиа (фр. Edmond Jules Appia; 7 мая 1894, Турин — 12 февраля 1961, Женева) — швейцарский дирижёр и музыковед.
Получил образование как скрипач, концертировал на международном уровне, однако затем предпочёл карьеру дирижёра. С 1938 г. работал с Симфоническим оркестром Женевского радио. Много выступал и записывался также с Симфоническим оркестром Ирландского радио и Оркестром романской Швейцарии. Был известен как специалист по французской и итальянской музыке XVI—XVII веков — в частности, записал диск со священными симфониями Джованни Габриэли. В то же время интересовался и новейшей музыкой: под управлением Аппиа были, в частности, впервые исполнены фортепианные концерты Франка Мартена (1960) и Рафаэле Д’Алессандро (1950) и скрипичный концерт Владимира Фогеля (1948).
В 1928—1943 гг. профессор Лозаннской консерватории. Посмертно опубликован сборник музыковедческих статей «От Палестрины до Бартока» (фр. De Palestrina à Bartok; 1964).